# Provincias de Venezuela
Las provincias eran las divisiones administrativas utilizadas en Venezuela desde la colonización española hasta la conclusión de la Guerra Federal, cuando una nueva constitución transformó a estas subdivisiones en estados federales. Tras la independencia de Venezuela había 11 provincias, y alcanzó su máximo número en 1856 cuando la Ley de División Territorial dividió a Venezuela en 21 provincias.

## Antes de la declaración de independencia

Mapa de Venezuela en 1810.

La Capitanía General de Venezuela, precedente del actual país, fue creada en 1777 por la unión de las provincias de Nueva Andalucía, Guayana, Maracaibo, Margarita, y Trinidad; como resultado, Venezuela fue unificada administrativa, militar y judicialmente, con seis provincias y con Caracas como su capital. La provincia de Trinidad fue conquistada en 1797 por los británicos y perdida totalmente en 1802. 
Hasta 1810 las provincias que conformaban la capitanía general de Venezuela eran:
- Barinas (creada en 1786)
- Caracas (también conocida como provincia de Venezuela, creada en 1527)
- Cumaná (también conocida como provincia de Nueva Andalucía, creada en 1537)
- Guayana (creada en 1585)
- Maracaibo (creada en 1676)
- Margarita (creada en 1525)

## Independencia

Mapa de Venezuela en 1811.

El Acta de la Declaración de Independencia de Venezuela de 1811 fue firmada por las provincias de Caracas, Cumaná, Barinas, Margarita, además de la recién creadas provincias de Barcelona, Mérida y Trujillo, creándose así las Provincias Unidas de Venezuela. Las tres provincias restantes (Maracaibo, Guayana, y la recién creada Coro) optaron por permanecer bajo el gobierno español. Después de la guerra de independencia de Venezuela, todas se incorporaron a la Gran Colombia formando el departamento de Venezuela.

## Después de la Gran Colombia

Mapa de Venezuela en 1830.

Mapa de Venezuela en 1840.

Tras la disolución de la Gran Colombia en 1830, Venezuela (entonces una república centralizada, unificada administrativa, militar y judicialmente, con Caracas como capital) quedó conformada por 11 provincias (Apure, Barcelona, Barinas, Carabobo, Caracas, Coro, Cumaná, Guayana, Maracaibo, Margarita y Mérida). Para 1835 se habían creado la de Trujillo (que había sido reincorporada en la de Maracaibo) y la de Barquisimeto (separada de la de Carabobo).
La República de Venezuela quedó así conformada hacia 1840 por 13 provincias:
- Apure (separada en 1823 de la de Barinas)
- Barcelona (separada en 1811 de la de Cumaná)
- Barinas
- Barquisimeto (separada en 1832 de la de Carabobo)
- Carabobo (separada en 1823 de la de Caracas)
- Caracas
- Coro (separada en 1811 de la de Caracas)
- Cumaná
- Guayana
- Maracaibo
- Margarita
- Mérida
- Trujillo (separada en 1811 de la de Maracaibo)

## Antes de la Guerra Federal

Mapa de Venezuela en 1856.

En 1848 se crearon las provincias de Aragua y Guárico (ambas separadas de la de Caracas). Los últimos cambios en la división provincial se dieron en 1856, cuando la «Ley de División Territorial» dividió a Venezuela en 21 provincias:
- Amazonas (separada de la de Guayana)
- Apure
- Aragua (separada de la de Caracas)
- Barcelona
- Barinas
- Barquisimeto
- Carabobo
- Caracas
- Cojedes (separada de la de Carabobo)
- Coro
- Cumaná
- Guárico (separada de la de Caracas)
- Guayana
- Maracaibo
- Margarita
- Maturín (separada de la de Cumaná)
- Mérida
- Portuguesa (separada de la de Barinas)
- Táchira (separada de la de Mérida)
- Trujillo
- Yaracuy (separada de la de Barquisimeto)

En 1860 la provincia de Amazonas fue reintegrada a la de Guayana, y en 1862 las provincias de Apure y Barinas se fusionaron para formar la de Zamora, situación que fue revertida en 1864, justo después de la Guerra Federal. Tras este conflicto se promulgó una nueva constitución que transformó a estas subdivisiones en Estados federales.